# 朴正天
朴 正天（パク・チョンチョン、パク・ジョンチョン、朝鮮語: 박정천）は、朝鮮民主主義人民共和国の軍人、政治家。朝鮮労働党中央委員会軍政指導部長、朝鮮労働党中央委員会政治局常務委員、国務委員会委員。朝鮮人民軍における軍事称号（階級）は、人民軍元帥。
朝鮮人民軍総参謀長、総参謀部砲兵局長、朝鮮労働党中央委員会書記、朝鮮労働党中央軍事委員会副委員長などを歴任。
朴正川とも表記される。

## 経歴
生年月日や出生地など詳しいことはわかっていない。2012年に中将に、2013年には上将に昇進する。2014年の第13期最高人民会議代議員選挙で最高人民会議代議員に選出された。
2014年に総参謀部副総参謀長、総参謀部火力指揮局長に任命された。しかし、2015年に少将に降格され副総参謀長も解任されている。2016年に中将に再昇格し、朝鮮労働党中央委員会委員・総参謀部砲兵局長に選出された。2017年に上将に昇進。2019年4月14日に大将に昇進、9月6日に開かれた朝鮮労働党中央軍事委員会非常拡大会議で李永吉の後任として総参謀部総参謀長に任命された。この人事は砲兵局長として新型短距離弾道ミサイルの発射を成功させた功績によるものとされる。
2020年3月2日から始まった一連の短距離弾道ミサイル発射訓練では、金秀吉軍総政治局長、金正官人民武力相とともに、視察に訪れた金正恩を出迎えた。4月11日の党政治局会議で、政治局員に選ばれた。2020年5月23日付の党中央軍事委員会命令書によって次帥に昇格した。同年10月5日に開催された党中央委員会政治局第7期第19回会議にて、朝鮮人民軍元帥の軍事称号を授与された。
2021年1月5日から開催された朝鮮労働党第8次大会で中央委員会委員に再選され、1月10日に開催された党中央委員会第8期第1回総会で朝鮮労働党中央委員会政治局委員、朝鮮労働党中央軍事委員会委員に選出された。同年6月29日の第8期党中央委員会第2回政治局拡大会議で「党の決定と国家的な最重大課題の遂行を誤り、革命事業の発展に莫大な阻害を及ぼし、経済活動と人民生活の安定を重大に阻害し、怠慢、怠業行為を行った」として党中央委員会政治局常務委員の李炳鉄と共に批判の対象となり、階級が元帥から次帥に降格されたが、同年9月2日の第8期党中央委員会第3回政治局拡大会議で政治局常務委員・党書記に昇格していたことが9月7日付けの労働新聞で公表された。
同年9月29日に開かれた最高人民会議第14期第5回会議第2日会議で国務委員会委員に補欠選挙された。
2022年4月25日に開催された朝鮮人民革命軍創建90周年の閲兵式の報道にて、人民軍元帥への復帰と党中央軍事委員会副委員長への就任が確認された。
2023年1月1日、前日まで開かれた党中央委員会拡大総会で党書記と党中央軍事委員会副委員長を解任されたことが発表された。
2023年8月、朝鮮労働党中央委員会軍政指導部長に就任していることが明らかになった。同時に朝鮮人民軍元帥へも復帰したことが確認された。
2023年12月31日、朝鮮労働党第8期9回総会で党中央委員会委員、中央政治局委員、中央軍事委員会副委員長、党中央委員会書記に補選される。

## 参考サイト
북한정보포털
| 先代李永吉 | 朝鮮人民軍総参謀長2019年 - 2021年 | 次代林光日 |

| 先代尹英植 | 朝鮮人民軍総参謀部砲兵局長2016年 - 2019年 | 次代 |